# Peisaj

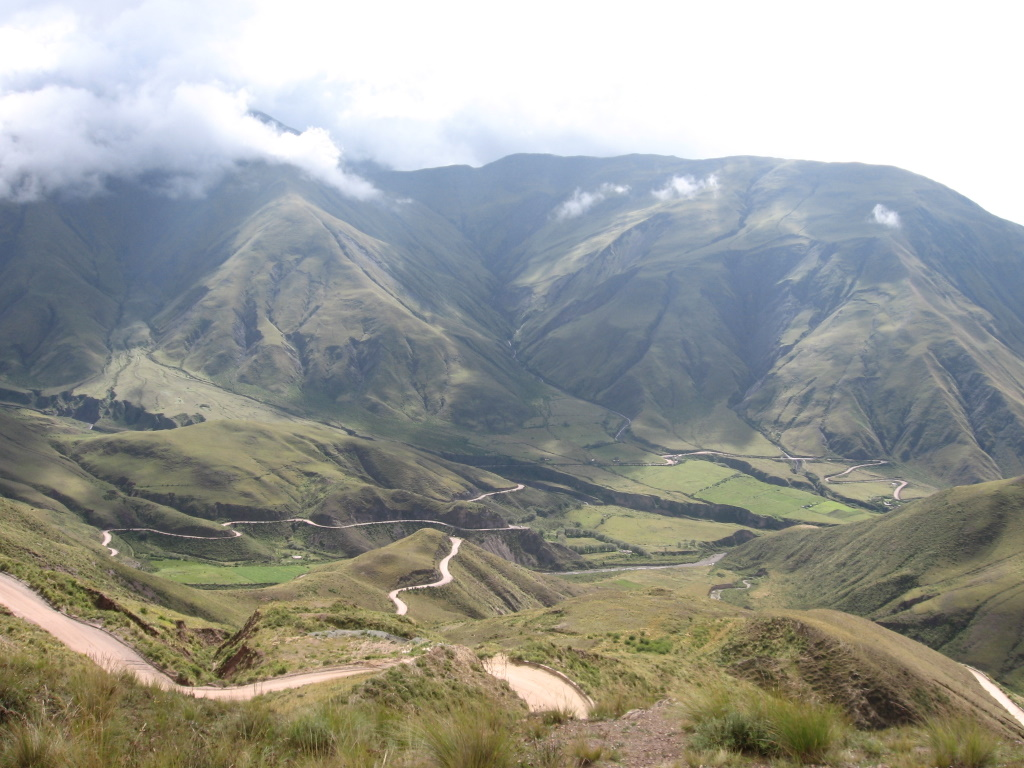
Peisaj

Peisajul, potrivit Noului dicționar universal al limbii române, este „parte, colț de natură (cuprins dintr-o privire), care formează un ansamblu estetic”.
În ecologie peisajul numit și peisaj geografic, landșaft reprezintă o unitate sau porțiune geografico-ecologică din învelișul geosferic care posedă trăsături proprii, diferite de la cele ale porțiunilor învecinate de care este despărțită prin limite naturale și este formată din reunirea mai multor ecosisteme locale sau regionale caracteristice, care cuprind mai multe elemente, cum sunt geomorfologia regiunii, elementele nevii și cele vii și se caracterizează printr-o anumită formă a interacțiunii dintre relief, climă, ape, soluri, vegetație, faună și activitatea omului. 

## Etimologie
În sensul său etimologic, peisajul este constituit din mulțimea trăsăturilor, caracterelor, formelor unui teritoriu, unei regiuni, unui ținut.
Termenul din română peisaj este un împrumut din limba franceză: paysage. În franceză, substantivul paysage („peisaj”) este un derivat al substantivului pays „ținut”, „regiune”, „țară” <  limba franceză veche païs < Lat.page(n)sis „teritoriul unui pagus” („sat”, „canton”, „ținut”).

## O noțiune complexă
Noțiunea actuală de peisaj este, pe scurt, destul de recentă. Înainte de a fi obiectul reprezentărilor artistice sau arhitecturale, peisajul însemna un ținut, o regiune, adică o porțiune a teritoriului național cu o identitate bine marcată, un loc de viață și de muncă pentru oamenii locului care aparțin acelei regiuni.
Azi, putem auzi expresii ca peisaj politic, peisaj mediatic, etc. Peisajul poate deci să desemneze un ansamblu contextual: viziunea lucrurilor unui timp dat. Noțiunea de peisaj se află într-o evoluție constantă.

## Peisajul în artă
Peisajul este un gen de pictură sau de grafică având ca obiect reprezentarea cu precădere a priveliștilor din natură.
Peisajul pictural oferă o intenționalitate și un sens estetic. Fenomenele naturale precum lumina, culoarea, structura geometrică (naturală) sau aleatorie, textura, sunt convertite în calități plastice și constructive, potrivit unei viziuni artistice. 
Se pot evidenția diverse specii de peisaje: citadin (rural, urban - inclusiv cel arhitectural – veduta), peisaj industrial, maritim (marină), bucolic, panoramic etc.

## Legislație europeană
Convenția Europeană a Peisajului definește peisajul ca: „o parte de teritoriu perceput ca atare de către populație, al cărui caracter este rezultatul acțiunii și interacțiunii factorilor naturali și/sau umani".
Conform Convenției Europene a Peisajului, protecția peisajului cuprinde acțiunile de conservare și menținere a aspectelor semnificative sau caracteristice ale unui peisaj, justificate prin valoarea sa patrimonială derivată din configurația naturală și/sau de intervenția umană, iar managementul peisajelor cuprinde acțiunile vizând, într-o perspectivă de dezvoltare durabilă, întreținerea peisajului în scopul direcționării și armonizării transformărilor induse de evoluțiile sociale, economice și de mediu.
Convenția europeană a peisajului, adoptată la Florența la 20 octombrie 2000 a fost ratificată de România prin Legea nr. 451 din 8 iulie 2002.